# Damaia
Damaia est une ville située dans la municipalité d'Amadora au Portugal, dans le district de Lisbonne.
Sa population était de 20 894 habitants en 2011.